# アベ (カトリック教会の聖職)

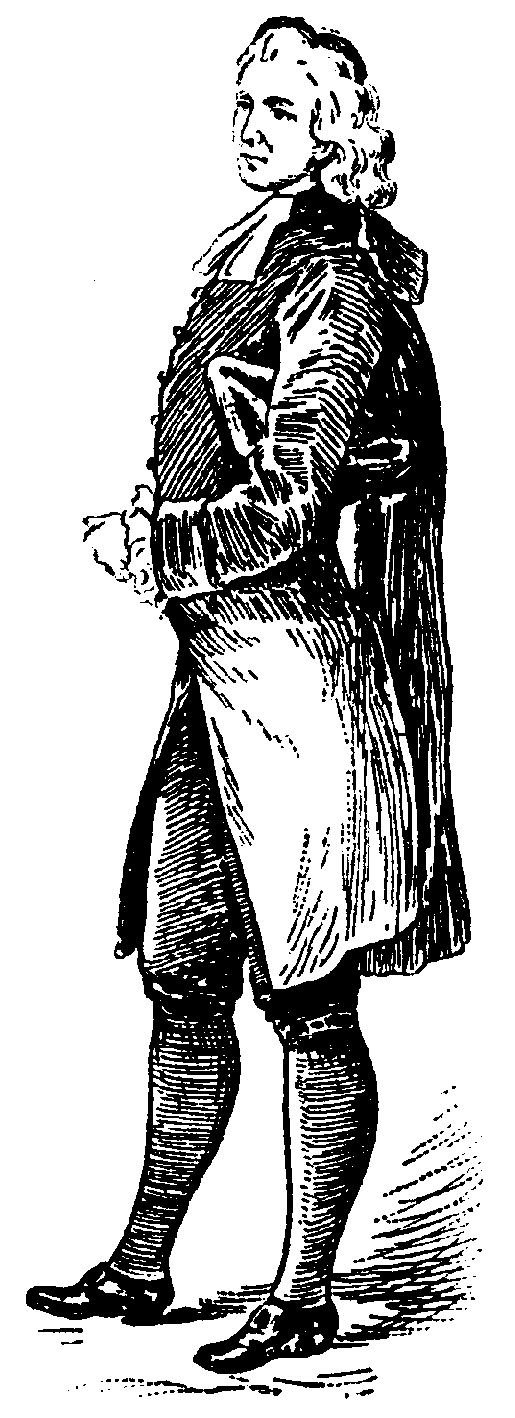
18世紀フランスのアベを描いた絵画

アベ（フランス語: Abbé, アラム語の"abba"に基づく、ギリシャ語の"αββας"から転じたラテン語の"abbas"に由来）は、英語の"abbot"に相当するフランス語の単語。フランスではカトリック教会の下位聖職者の称号である（英語の"abbot"は修道院長を意味する）。
フランス王フランソワ1世と教皇レオ10世の間に結ばれたコンコルダート以来、原義である修道院長から意味が拡張された。
16世紀中ごろ以降、フランスでは「アベ（Abbé）」は叙階の有無を問わず、若い奉職者に使われる称号となっている。